# Napoleoneiche

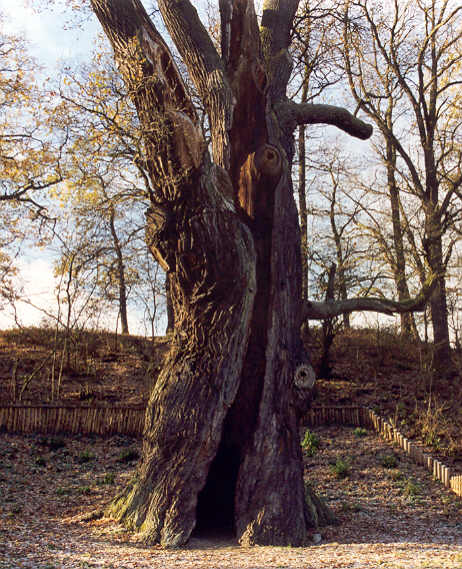
Die Napoleoneiche

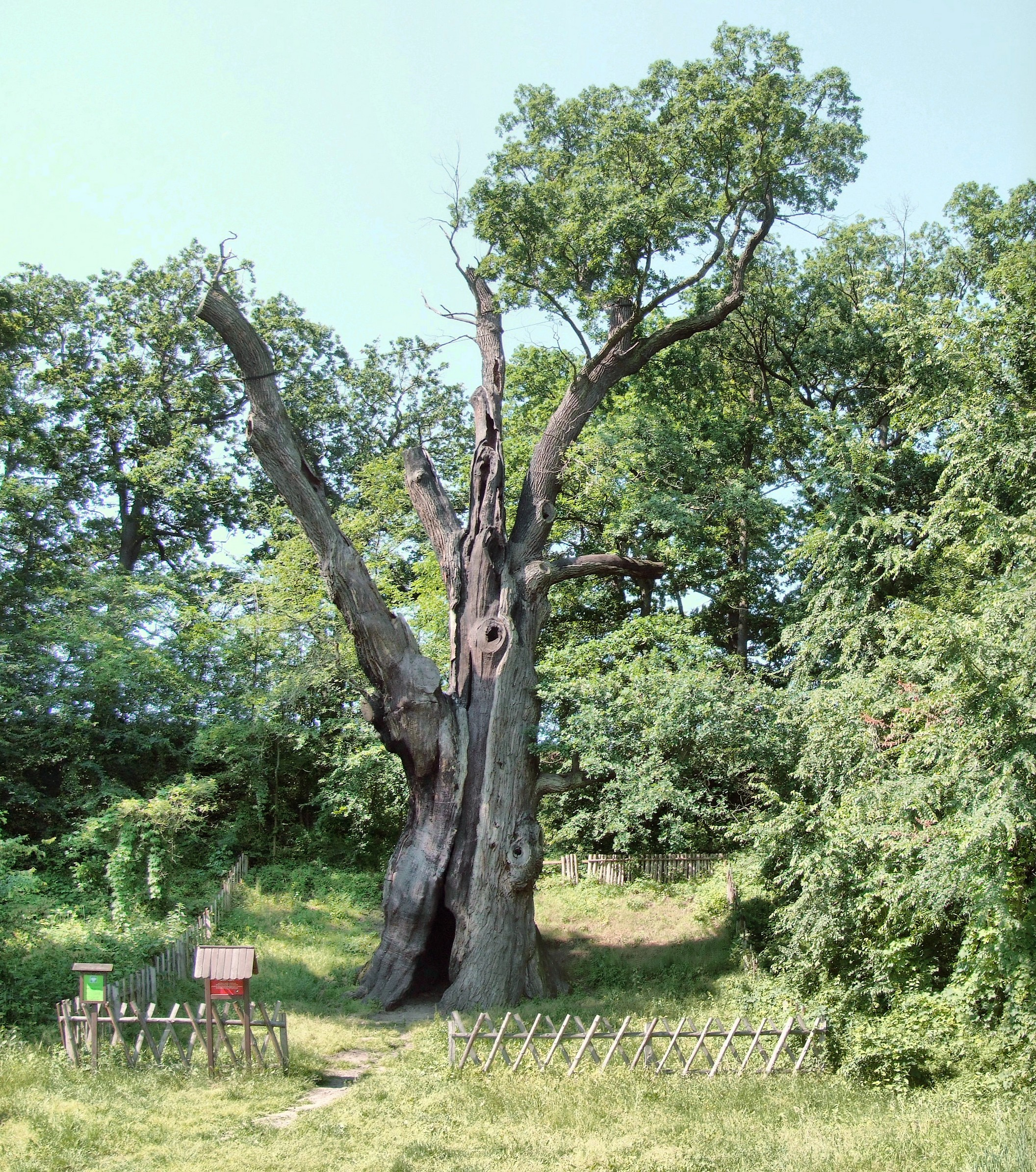

Die Napoleoneiche war die dickste Stieleiche in Polen.

## Lage und Gestalt
Sie ist auf der Böschung des Urstromtales der Oder drei Kilometer östlich von Zabór (Powiat Zielonogórski) gewachsen. Ihr Umfang betrug in einer Höhe von 1,3 Meter, gemessen wurde senkrecht zur Baumachse, 10,43 Meter. Die Messung in Höhe von 1,3 Meter (Brusthöhendurchmesser) parallel zur Ebene der Böschung, auf der die Eiche steht, ergab 11,40 Meter. Der Baum erreichte eine Höhe von 22 Meter. Es wird geschätzt, dass die Eiche etwa um 1300 keimte.
Der Baum hatte in der Mitte eine riesige Höhlung, die ein Dutzend Personen fassen konnte. Der Zuschnitt des Baumes mit mächtigem Stamm und ausladender Krone ist typisch für im offenen Terrain wachsende Bäume und somit anders als z. B. bei den Eichen aus dem bewaldeten Białowieża-Nationalpark, wie der Zar-Eiche oder der Jagiełło-Eiche.

## Geschichte
Bereits vor dem I. Weltkrieg stand die Eiche auf der Liste der Naturdenkmäler des Landkreises Grünberg i. Schles.
Im Jahr 1929 gab Prinzessin Hermine von Schönaich-Carolath der Eiche persönlich den Namen von Professor Theodor Schube, einem deutschen Botaniker und Aktivisten des Naturschutzes, der die schlesischen Naturdenkmäler erforschte. Er ist Autor u. a. des Werkes Waldbuch von Schlesien. Nach dem Tod ihres Mannes wurde die Fürstin 1922 die zweite Frau des ehemaligen Kaisers Wilhelm II. von Hohenzollern und erwarb den Titel einer Kaiserin. Das machte die Eiche in der Umgebung und in Schlesien berühmt. Im Jahr 1936 wurde sie im „Buch des Naturschutzes“ erwähnt, das vom Landrat von Grünberg i. Schlesien geführt wurde.
Der heutige Name des Baumes wurde einer Legende entnommen, die besagt, dass während des Feldzuges nach Russland im Jahre 1812 Napoléon Bonaparte nach dem Übersetzen über die Oder unter ihren Ästen rastete.
Die Eiche wurde mehrmals von Vandalen angezündet. Die innere Höhlung und der hohle Baumstamm konnten die Rolle eines Schornsteins erfüllen. Eine Brandstiftung fand 2006 statt, im Ergebnis dessen starb die Hälfte der Äste ab. Im November 2010 geriet der Baum erneut in Brand, wahrscheinlich wieder durch Vandalen, und ist komplett abgebrannt.